# Saint-Martin-le-Pin
Saint-Martin-le-Pin là một xã, nằm ở tỉnh Dordogne vùng Aquitaine của Pháp. Xã này có diện tích 15,54 kilômét vuông, dân số năm 2004 là 300 người. Xã nằm ở khu vực có độ cao trung bình 135 m trên mực nước biển.

## Thông tin nhân khẩu
| Năm    | 1962 | 1968 | 1975 | 1982 | 1990 | 1999 | 2007 |
| ------ | ---- | ---- | ---- | ---- | ---- | ---- | ---- |
| Dân số | 394  | 405  | 311  | 292  | 303  | 305  | 300  |